# T d'Orió
T d'Orió (T Orionis) és un sistema estel·lar a la constel·lació d'Orió de magnitud aparent +11,25. S'hi troba aproximadament a 1.500 anys llum del sistema solar.
T d'Orió té tipus espectral A3 i és un estel Herbig Ae. Aquests són estels pre-seqüència principal que estan en fase de creixement, incorporant material de l'exterior. Són estels extremadament joves; T Orionis té una edat aproximada de 4 milions d'anys. Amb una incerta temperatura de 9.750 K —8.500 K segons una altra font—, posseeix una massa 2,4 vegades major que la del Sol i és entre 50 i 83 vegades més lluminosa que aquest. Gira sobre si mateixa amb una velocitat de rotació d'almenys 175 ± 14 km/s. La seua metal·licitat —abundància relativa d'elements més pesats que l'heli— és semblant a la solar.
T d'Orió forma un sistema binari ampli amb una companya visualment a 7,7 segons d'arc. Al seu torn, la pròpia T d'Orió és una binària espectroscòpica, la duplicitat de la qual es coneix pel desplaçament Doppler de les seves línies espectrals. Les dues components d'aquesta binària són de tipus espectral A2. D'altra banda, T Orionis és una variable Orió les variacions de la qual de lluminositat són irregulars i eruptives.